# Kuchum
Kuchum kan (tártaro: Küçüm, Күчүм, ruso: Кучум; en sibir: Küçüm pronunciado como kutsum - Күцүм) (? - circa 1605) era un descendiente de Gengis Kan y fue el último kan del Kanato de Siberia (1563-1598). 
El intento de Kuchum kan de imponer el Islam a sus súbditos y sus saqueos fronterizos eran vistos como una amenaza por el zar ruso Iván el Terrible que envió un cuerpo de cosacos a confrontarlo. Kuchum es famoso por la vigorosa resistencia que ofreció a los invasores rusos.

## Antecedentes
Kuchum era hijo del príncipe shaybánida (Şäyban) Murtaza. En 1554, disputó el trono del Kanato de Siberia a los hermanos gobernantes Yediguer (Yädegär) y Bekbulat, que eran vasallos del Zarato ruso. En 1563, Yediguer fue derrotado y Kuchum obtuvo el trono. En 1573, Kuchum condujo una expedición de saqueo contra Perm. Esta y otras expediciones provocaron que Iván el Terrible ordenara la invasión de Siberia.

## Guerra contra Rusia
En 1582, el Kanato de Siberia fue atacado por el atamán cosaco Yermak Timoféyevich, quien derrotó a las tropas de Kuchum y capturó su capital Qashliq. Kuchum se retiró a las estepas y durante los siguientes años reagrupó sus fuerzas. Atacó súbitamente a Yermak el 6 de agosto de 1584 en medio de la noche, matándolo a él y a la mayor parte de su ejército, retomando el control de la arruinada Qashliq. Kuchum intentó unir a las facciones rivales de la nobleza del kanato pero encontró resistencia a sus esfuerzos. Después de un intento de asesinato sin éxito organizado por el qarachi Sayet jan (Säyet), Kuchum fue obligado a mover su horda hacia la estepa al sur del río Irtysh. Intentó establecer un nuevo kanato, empezando una guerra contra los gobernadores rusos.
En 1586, fue otra vez atacado y hecho huir. Después de muchas escaramuzas, fue finalmente derrotado en agosto de 1598 en la batalla de Irmén (Ирменское сражение) a orillas del río Obi por el gobernador Andréi Voyéikov. Kuchum escapó a las tierras de la Horda de Nogái, pero Voyéikov capturó a la familia de Kuchum, llevándolos como rehenes a Moscú. El zar invitó a Kuchum a unirse a su familia en Moscú y entrar a su servicio. Kuchum optaría por pasar el resto de su vida en el exilio antes que ser el sirviente del zar. Se cree que murió alrededor de 1605 en la ciudad de Bujará. 
Kuchum es retratado en numerosas canciones y leyendas tártaras y rusas. Sus descendientes permanecieron en Zarato moscovita, finalmente asumiendo el título de Sibirski (Siberiano). 
En 1591, el hijo de Kuchum, Abul Jayir fue el primero de la dinastía en convertirse al cristianismo y tras él se convirtió su familia entera que poco a poco se asimilaría en la nobleza rusa. Por ejemplo, aunque el hijo de Abul Jayir era conocido como Vasili Abulgaírovich, el nombre de su nieto, Román Vasílievich, no podía ser distinguido de un nombre nativo ruso.
En 1686, el zar Teodoro I de Rusia decretó que las dinastías del gobernante de Imericia en el Cáucaso, asimismo como los príncipes de Siberia y Kasímov, estuvieran en el Libro Genealógico de la Nobleza Rusa.

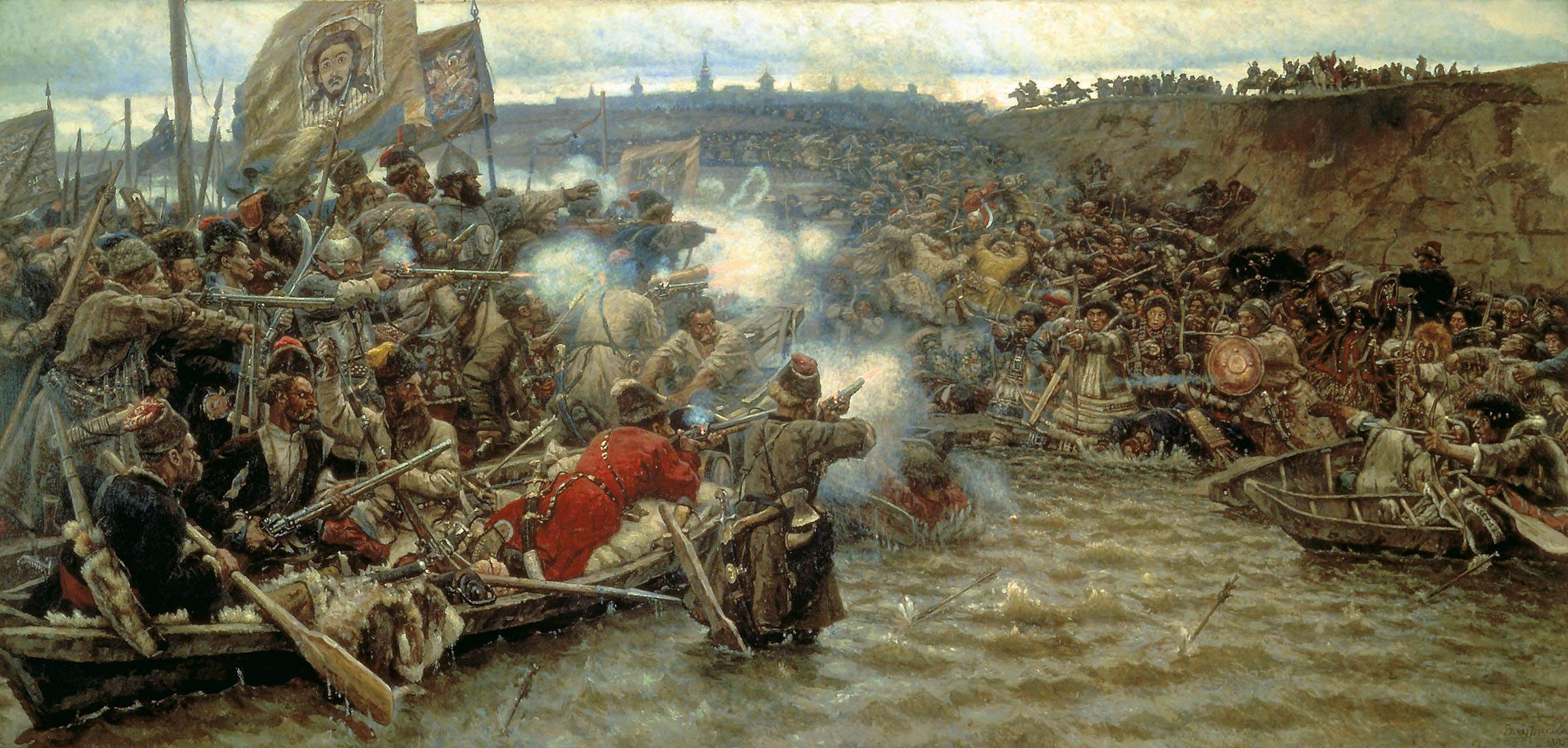
La conquista de Siberia por Yermak. Pintura al óleo obra de Vasili Súrikov.